# Kadu Jaya
Kadu Jaya is een bestuurslaag in het regentschap Tangerang van de provincie Banten, Indonesië. Kadu Jaya telt 18.834 inwoners (volkstelling 2010).